# Robert Green
Robert Paul Green (Chertsey, 18 januari 1980) is een Engels voormalig voetballer die fungeerde als doelman. Hij verruilde Huddersfield Town in juli 2018 voor Chelsea. Green debuteerde in 2005 in het Engels voetbalelftal. In 2019 won hij met Chelsea de UEFA Europa League.

## Loopbaan

### Norwich City
Green volgde de jeugdopleiding van Norwich City. Hij maakte op 4 april 1999 zijn debuut in het eerste elftal, tegen Ipswich Town. In 2001 kreeg Green een vaste basisplaats, na het vertrek van Andy Marshall. Hij was in het seizoen 2003-2004 een van sleutelfiguren in het elftal dat promotie afdwong naar de Premier League. Zodoende werd hij in 2004 voor het eerst opgeroepen voor het nationale elftal.
Norwich City degradeerde na één seizoen uit de Premier League. Green zette de twee jaar daarna zijn keeperswerk voort in de Championship. In 2006 accepteerde Norwich City een bod van twee miljoen pond voor Green en maakte hij de overstap naar de Premier League. Hij keepte tussen 1999 en 2006 241 wedstrijden voor Norwich City.

### West Ham United
Green ondertekende bij West Ham United een contract voor vier jaar. Hij maakte zijn debuut voor de club in een met 1-0 verloren wedstrijd tegen Tottenham Hotspur. Met West Ham vocht hij met succes tegen degradatie. Zijn prestaties in het seizoen daarop leverde hem de titel Hammer van het jaar op. De seizoenen daarna bleef Green onomstreden als eerste keeper van West Ham.

### Queens Park Rangers
Op 21 juni 2012 maakte Queens Park Rangers bekend dat het Green van West Ham overnam. Green tekende een contract voor twee seizoenen. In totaal kwam Green zes seizoenen uit voor West Ham. Hij maakte zijn debuut voor zijn nieuw club op 18 augustus 2012 in de wedstrijd tegen Swansea City. Na de komst van Júlio César verloor hij zijn basisplaats, maar vocht hij zich terug na een blessure van de Braziliaanse keeper. Aan het einde van het seizoen degradeerde hij met de ploeg, maar na één seizoen wist hij weer met de ploeg te promoveren. Op 10 juli 2014 tekende hij een nieuw contract bij QPR dat hem tot 2016 aan de club verbond. Op zondag 10 mei 2015 degradeerde hij met die club uit de Premier League. Manchester City versloeg de hekkensluiter op die dag met 6-0, waardoor degradatie een feit was.

### Leeds United
Op 7 juli 2016 werd bekendgemaakt dat Green een contract voor één jaar had getekend bij Leeds United, op dat moment actief in de Championship. Hij maakte op 7 augustus van dat jaar zijn officiële debuut voor de club, tegen zijn voormalige werkgever Queens Park Rangers.

## Clubstatistieken
| Seizoen | Club                | Competitie     | Duels | Goals |
| ------- | ------------------- | -------------- | ----- | ----- |
| 1998/99 | Norwich City        | Championship   | 2     | 0     |
| 1999/00 | Norwich City        | Championship   | 3     | 0     |
| 2000/01 | Norwich City        | Championship   | 5     | 0     |
| 2001/02 | Norwich City        | Championship   | 41    | 0     |
| 2002/03 | Norwich City        | Championship   | 46    | 0     |
| 2003/04 | Norwich City        | Championship   | 46    | 0     |
| 2004/05 | Norwich City        | Premier League | 38    | 0     |
| 2005/06 | Norwich City        | Championship   | 42    | 0     |
| 2006/07 | West Ham United     | Premier League | 26    | 0     |
| 2007/08 | West Ham United     | Premier League | 38    | 0     |
| 2008/09 | West Ham United     | Premier League | 38    | 0     |
| 2009/10 | West Ham United     | Premier League | 38    | 0     |
| 2010/11 | West Ham United     | Premier League | 37    | 0     |
| 2011/12 | West Ham United     | Championship   | 45    | 0     |
| 2012/13 | Queens Park Rangers | Premier League | 16    | 0     |
| 2013/14 | Queens Park Rangers | Championship   | 48    | 0     |
| 2014/15 | Queens Park Rangers | Premier League | 36    | 0     |
| 2015/16 | Queens Park Rangers | Championship   | 24    | 0     |
| 2016/17 | Leeds United        | Championship   | 46    | 0     |
| 2017/18 | Huddersfield Town   | Premier League | 0     | 0     |
| 2018/19 | Chelsea             | Premier League | 0     | 0     |
| Totaal  | Totaal              | Totaal         | 615   | 0     |

## Interlandcarrière
In 2004 werd Green voor het eerst opgeroepen voor het nationale team. Onder leiding van bondscoach Sven-Göran Eriksson maakte hij zijn debuut in de vriendschappelijke wedstrijd tegen Colombia op 31 mei 2005. Hij verving David James (Manchester City) in dat duel na de eerste helft. Hij was daarmee de zesde Norwich-speler die voor het nationale elftal uitkwam. Green werd geselecteerd voor het WK voetbal 2006 in Duitsland, maar in aanloop naar het wereldkampioenschap scheurde hij zijn lies. Hij kreeg in 2010 een herkansing toen bondscoach Fabio Capello hem opriep voor het WK voetbal 2010 in Zuid-Afrika. Daar werd hij eerste doelman in de wedstrijd tegen de Verenigde Staten. In de 40ste minuut scoorde de Amerikaanse aanvaller Clint Dempsey de 1-1 na een blunder van Green. Dit kostte Engeland de eerste plaats in de groepsfase. Onder leiding van de nieuwe bondscoach Roy Hodgson keerde Green terug in het nationale elftal van Engeland en hij maakte ook deel uit van de selectie die naar Polen en Oekraïne ging voor het EK 2012. Daar was hij tweede keuze achter Joe Hart. De ploeg van bondscoach Roy Hodgson werd in de kwartfinales na strafschoppen (2-4) uitgeschakeld door Italië. In de reguliere speeltijd plus verlenging waren beide teams blijven steken op 0-0.
| Interlands van Robert Green voor Engeland | Interlands van Robert Green voor Engeland | Interlands van Robert Green voor Engeland | Interlands van Robert Green voor Engeland | Interlands van Robert Green voor Engeland | Interlands van Robert Green voor Engeland | Interlands van Robert Green voor Engeland |
| №                                         | Datum                                     | Plaats                                    | Wedstrijd                                 | Uitslag                                   | Competitie                                | Goals                                     |
| Als speler van Norwich City               | Als speler van Norwich City               | Als speler van Norwich City               | Als speler van Norwich City               | Als speler van Norwich City               | Als speler van Norwich City               | Als speler van Norwich City               |
| ----------------------------------------- | ----------------------------------------- | ----------------------------------------- | ----------------------------------------- | ----------------------------------------- | ----------------------------------------- | ----------------------------------------- |
| 1                                         | 31.05.2005                                | East Rutherford                           | Colombia – Engeland                       | 2 – 3                                     | Vriendschappelijk                         | 0                                         |
| Als speler van West Ham United            |                                           |                                           |                                           |                                           |                                           |                                           |
| 2                                         | 11.02.2009                                | Sevilla                                   | Spanje – Engeland                         | 2 – 0                                     | Vriendschappelijk                         | 0                                         |
| 3                                         | 06.06.2009                                | Almaty                                    | Kazachstan – Engeland                     | 0 – 4                                     | WK-kwalificatie                           | 0                                         |
| 4                                         | 10.06.2009                                | Londen                                    | Engeland – Andorra                        | 6 – 0                                     | WK-kwalificatie                           | 0                                         |
| 5                                         | 12.08.2009                                | Amsterdam                                 | Nederland – Engeland                      | 2 – 2                                     | Vriendschappelijk                         | 0                                         |
| 6                                         | 05.09.2009                                | Londen                                    | Engeland – Slovenië                       | 2 – 1                                     | Vriendschappelijk                         | 0                                         |
| 7                                         | 09.09.2009                                | Londen                                    | Engeland – Kroatië                        | 5 – 1                                     | WK-kwalificatie                           | 0                                         |
| 8                                         | 10.10.2009                                | Dnipropetrovsk                            | Oekraïne – Engeland                       | 1 – 0                                     | WK-kwalificatie                           | 0                                         |
| 9                                         | 03.03.2010                                | Londen                                    | Engeland – Egypte                         | 3 – 1                                     | Vriendschappelijk                         | 0                                         |
| 10                                        | 24.05.2010                                | Londen                                    | Engeland – Mexico                         | 3 – 1                                     | Vriendschappelijk                         | 0                                         |
| 11                                        | 12.06.2010                                | Phokeng                                   | Verenigde Staten – Engeland               | 1 – 1                                     | WK-eindronde                              | 0                                         |
| 12                                        | 26.05.2012                                | Oslo                                      | Noorwegen – Engeland                      | 0 – 1                                     | Vriendschappelijk                         | 0                                         |

## Erelijst
| UEFA Europa League | 1x | 2018/19 |